# Mette Blomsterberg
Mette Jæger Blomsterberg, född 1970 i Helsingör i Danmark, är en dansk konditor och TV-personlighet.
Blomsterberg fick sin examen som konditor vid Kransekagehuset i Köpenhamn 1990. Hon var under 1995–2011 chef för caféet vid Ny Carlsberg Glyptotek. Från 2011 har hon ett eget konditori i Köpenhamn och 2014 öppnade hon ett café i Lyngby.
På TV i Sverige är Blomsterberg mest känd för programmet Det Søde Liv som startade på Danmarks Radio 2010.
Blomsterberg är gift med Henrik Jæger, som också tagit sig namnet Blomsterberg. Paret har två barn.

### Fotnoter
1. ↑  Česko-Slovenská filmová databáze, 2001, ČSFD person-ID: 294105.[källa från Wikidata]
2. ↑  Mette Blomsterberg: Det var 2 væmmelige år Arkiverad 16 juli 2015 hämtat från the Wayback Machine. Ugebladet SØNDAG 11 november 2013